# Jianwen (empereur)
Jianwen (chinois : 建文 ; pinyin : Jiànwén ; 5 décembre 1377 - 13 juillet 1402), de son nom personnel Zhu Yunwen (朱允炆), fut le deuxième empereur de la dynastie Ming et régna de 1398 à 1402.
Son père, l'héritier présomptif Zhu Biao (zh) (朱标), mourut en 1392. Hongwu désigna comme successeur son petit-fils Jianwen de préférence à son fils cadet Zhu Di, le futur empereur Yongle.
Le règne de Jianwen fut toutefois bref et il fut renversé en 1402 par son oncle Zhu Di. Il serait mort dans l'incendie de son palais.